# Igitkin
Igitkin (in lingua aleutina Igitxix o Egilka) è una piccola isola che fa parte del gruppo delle isole Andreanof, nell'arcipelago delle Aleutine; si trova nel mare di Bering e appartiene all'Alaska (USA).
Igitkin è in mezzo a un gruppo di isole collocate tra Adak e Atka, e si trova 4,8 km a sud-est di Great Sitkin. L'isola è lunga 10,8 km ed è quasi divisa in due al centro da un istmo largo 1 km.
È stata registrata per la prima volta sulle carte nautiche da Joseph Billings, nel 1790, con il nome aleuta Egilka.